# هوللولا
هُولْلُولا (به فنلاندی: Hollola) یک منطقهٔ مسکونی در فنلاند است که در پی‌ینه تاواستیا واقع شده‌است.

## خواهرخوانده
شهرهای بخش آربوگا، نردکپ و ابلتفت خواهرخوانده‌های هوللولا هستند.